# Tom Cairney
Thomas „Tom“ Cairney (* 20. Januar 1991 in Nottingham) ist ein englisch-schottischer Fußballspieler. Nachdem er vier Jahre für Hull City gespielt hatte, wechselte er im Sommer 2013 zunächst auf Leihbasis und ein halbes Jahr später fest zu den Blackburn Rovers, wo ihm der Durchbruch in der zweithöchsten englischen Spielklasse gelang. Seit der Saison 2015/16 steht der Mittelfeldspieler beim FC Fulham unter Vertrag. Im März 2017 debütierte Cairney für die schottische Nationalmannschaft, nachdem er zuvor bereits für die U19 und U21 des Landes ausgelaufen war.

## Vereinskarriere

### Hull City

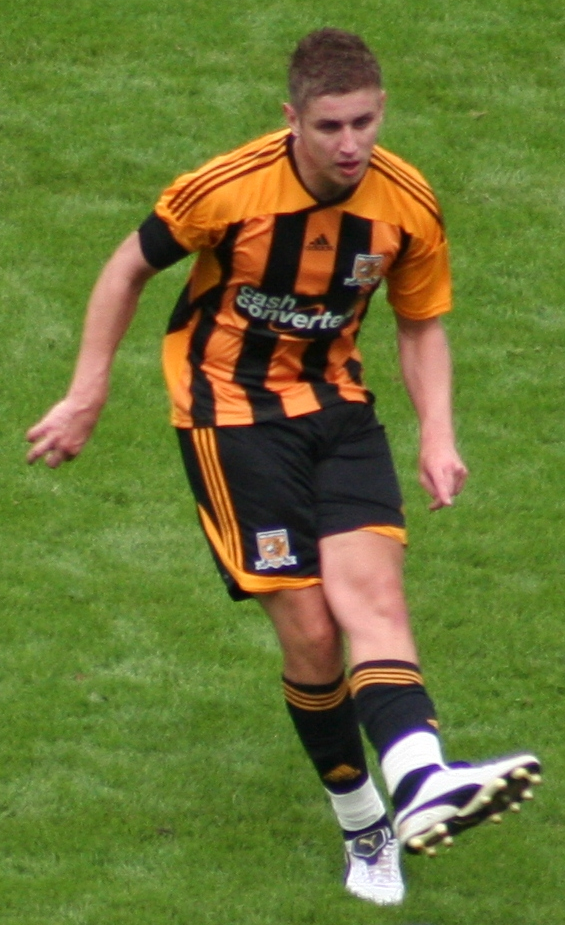
Cairney im Trikot von Hull City (2011)

Cairney ist in Nottingham geboren und aufgewachsen. Sein schottischer Vater nahm den jungen Thomas des Öfteren mit in seine Heimat, um sich dort Spiele von Celtic Glasgow anzusehen. Cairney begann im Alter von sieben Jahren bei Leeds United mit dem Fußballspielen. Dort spielte er in diversen Jugendmannschaften, bis er 2007 aus der Mannschaft entlassen wurde, da er von den Trainern als zu klein empfunden wurde. Daraufhin absolvierte er ein Probetraining bei Hull City, bei diesem er die Verantwortlichen überzeugen konnte. Cairney unterschrieb daraufhin einen Jugendvertrag bei Hull, wo er vorerst in der U-18 auflief und dank seiner starken Leistungen in der Saison 2008/09 zu Hulls Junger Spieler der Saison gekürt wurde.
Zur Saison 2009/10 wurde er in die erste Mannschaft befördert. Für die Tigers bestritt er sein erstes Pflichtspiel im League Cup am 25. August 2009 gegen Southend United. Beim 3:1-Heimsieg konnte er bereits in der 7. Minute die Führung erzielen. In der Premier League debütierte Cairney jedoch erst am 30. Januar 2010 beim 2:2-Unentschieden gegen die Wolverhampton Wanderers. Am 5. März 2010 erzielte er sein erstes Ligator bei der 1:5-Niederlage gegen den FC Everton. Am 31. März unterzeichnete Cairney einen neuen Dreijahresvertrag bei Hull City. In seiner ersten Saison im Profifußball kam Cairney auf elf Ligaeinsätze, in denen ihm ein Treffer gelang. Für seinen Verein verlief die Spielzeit 2009/10 schlecht und man musste den Abstieg in die Football League Championship antreten.
In der Saison 2010/11 in der zweitklassigen Championship empfahl sich Cairney immer häufiger für die Startformation der Tigers. Im Januar 2011 unterschrieb er erneut einen neuen Vertrag, welcher ihn nun bis Sommer 2013 bei Hull halten sollte. Aufgrund einer Verletzung kam er jedoch nur zu 22 Einsätzen, in denen er einen Treffer erzielen und vier vorbereiten konnte. Auch in der darauffolgenden Saison fiel Cairney aufgrund einer Fußverletzung aus der Startformation und kam letztendlich auf 27 Einsätze in der Liga und vier Vorlagen.
Die Saison 2012/13 begann für Cairney denkbar unglücklich. In einem starken Pokalspiel gegen die Doncaster Rovers, in dem er in der Anfangsphase zwei Tore Hulls zur zwischenzeitlichen 2:0-Führung vorbereiten konnte, erlitt er bei einem rücksichtslosen Tackling von Doncasters James Husband eine schwere Knieverletzung. Diese Verletzung verdammte Cairney für drei Monate zum Zusehen. Erst am 8. Dezember 2012 im Spiel gegen den FC Watford war er wieder Teil des Kaders von Hull, kam aber nicht zum Einsatz. Erst am folgenden Spieltag absolvierte Cairney sein Comeback, als er beim 2:0-Heimsieg gegen Huddersfield Town eingewechselt wurde. Er fand sich in der verbleibenden Saison häufig auf der Bank wieder und kam nur sporadisch zum Einsatz. In der Liga absolvierte er nur zehn Kurzeinsätze, in zwei FA-Cup-Partien stand er jedoch die gesamte Spielzeit am Platz, erzielte dabei ein Tor und konnte eines vorbereiten. Seine Teamkollegen spielten jedoch eine starke Saison und Hull kehrte nach zweijähriger Abstinenz in die Premier League zurück.

### Blackburn Rovers

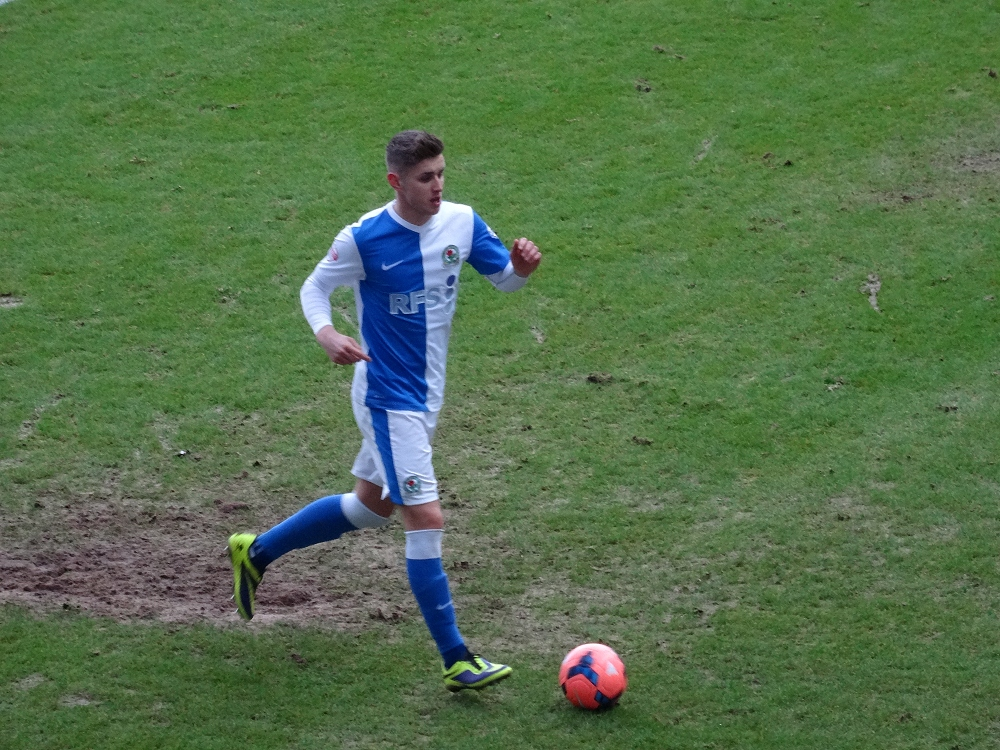
Tom Cairney im Trikot der Blackburn Rovers (2014)

Am 1. August 2013 wurde Tom Cairney für die restliche Saison 2013/14 an den Premier-League-Absteiger Blackburn Rovers verliehen. Bei Blackburn konnte er in dieser Spielzeit seinen Durchbruch feiern. Bereits in seinem zweiten Einsatz, am 7. August bei der Pokalniederlage gegen Carlisle United, erzielte er einen Treffer und konnte einen weiteren vorbereiten. Sein erstes Ligator im Trikot der Rovers gelang ihm am 24. August im Heimspiel gegen den FC Barnsley, welches mit 5:2 gewonnen wurde. Am 2. Januar 2014 wurde der inzwischen unumstrittene Stammspieler fest von den Blackburn Rovers verpflichtet. Nach starken Leistungen im Frühjahr fiel er den gesamten März aufgrund einer Knöchelverletzung aus. Bei seiner Rückkehr am 1. April 2014 beim 3:3-Unentschieden gegen Brighton & Hove Albion erzielte er ein Tor und bereitete ein weiteres vor. Nach einer kurzen Verletzung im Saisonschluss erzielte Cairney in den letzten beiden Partien jeweils einen Treffer gegen Charlton Athletic und Wigan Athletic. In seiner ersten Saison bei Blackburn konnte er in 40 Einsätzen sechs Tore erzielen und neun vorbereiten. Für seine starken Leistungen wurde er von den Fans, mit der Wahl zu Blackburns Spieler des Jahres 2013/14, belohnt.
Die Saison 2014/15 begann für Cairney hervorragend. Bereits im ersten Ligaspiel gegen Cardiff City konnte er ein Tor erzielen. In den folgenden sechs Spielen kamen ein Treffer und drei Vorlagen dazu. Bei der Wahl zum Championship-Spieler des Monats August musste er sich nur Charltons Igor Vetokele geschlagen geben. Am 29. November gegen Leeds United wurde Cairney, aufgrund einer Gelb-Roten Karte, des Feldes verwiesen. Kurz darauf erlitt er eine Knöchelverletzung, aufgrund jener er drei Spiele ausfiel. Danach rückte Cairney wieder in die Startformation, hatte aber Schwierigkeiten Tore zu erzielen. Erst am 4. April 2015 konnte er seine inzwischen acht Monate andauernde Durststrecke überwinden, als er beim 3:3-Unentschieden gegen Leeds United traf. In 45 Einsätzen konnte er drei Tore erzielen und sieben weitere vorbereiten. Sein Tor gegen Norwich City wurde zu Blackburns Tor des Jahres gewählt. In seiner Zeit im Trikot der Blackburn Rovers galt er als Liebling der Fans.

### FC Fulham
Am 26. Juni 2015 wechselte Tom Cairney zum Ligakonkurrenten FC Fulham. Beim Verein aus der englischen Hauptstadt London unterschrieb er einen Vierjahresvertrag und erhielt die Rückennummer 10. Bei seinem neuen Verein debütierte er bereits am ersten Spieltag der Saison 2015/16. Beim 1:1-Unentschieden gegen Cardiff City stand Cairney die vollen 90 Minuten am Platz. Bei seinem Debüt im Craven Cottage am folgenden Wochenende bei der 1:2-Niederlage gegen Brighton & Hove Albion, konnte er bereits seinen ersten Treffer für Fulham erzielen. Auch in den Spielen gegen Hull City und Sheffield Wednesday konnte er treffen. Seinen Saisontiefpunkt erlebte Cairney am 29. September 2015 bei der 0:3-Heimniederlage gegen die Wolverhampton Wanderers. Dort wurde er bereits nach 35 gespielten Minuten von Schiedsrichter Darren Drysdale mit glatt Rot unter die Dusche geschickt, nachdem er ein hartes Foul gegen Gegenspieler Adam Le Fondre beging, für welches er anschließend für drei Spiele gesperrt wurde. In der Mitte der Saison geriet Fulham in den Abstiegskampf, weil in drei Monaten nur ein einziges Spiel gewonnen werden konnte. Cairney half seinem Team durch starke Leistungen. Am 13. Februar 2016 erzielte er beim 3:1-Auswärtssieg gegen die Queens Park Rangers ein Tor und konnte eines vorbereiten. Eine Woche später traf er beim 3:0-Erfolg über Charlton Athletic doppelt und einmal drei Tage später beim 1:1-Unentschieden gegen Leeds United. Durch seine starken Leistungen wurde Cairney für den Championship-Spieler des Monats Februar-Award nominiert. Fulham beendete die Saison am Ende auf Rang 20 und hielt die Klasse. Cairney erzielte in 39 Ligaspielen sechs Tore und konnte sechs auflegen. Bei der Wahl zu Fulhams Spieler der Saison belegte er Platz 2 hinter Ross McCormack. Auch bei den Fulham Fans wurde Cairney zum Liebling, was sie mit Sprechchören, wie „Ain’t nobody like Tom Cairney“, zum Ausdruck brachten.
Im ersten Ligaspiel der Saison 2016/17 gegen Newcastle United, ersetzte Cairney Scott Parker als Kapitän und konnte das Siegtor Matt Smiths vorbereiten. Der erste Monat begann für ihn erneut stark. Er konnte zwei Tore gegen Leeds United und seinen Ex-Verein Blackburn Rovers und wurde in beiden Spielen als dem Man of the Match ausgezeichnet. Ab dem 29. November 2016 führte Cairney sein Team in jedem Spiel als Kapitän auf den Platz. In dieser Saison durchlebte er eine deutliche Leistungssteigerung im Vergleich zur Vorsaison. Deshalb wurde er im Wintertransferfenster 2017 mit den Premier-League-Vereinen FC Middlesbrough, Aston Villa und Newcastle United in Verbindung gebracht, doch der FC Fulham äußerte öffentlich das Tom Cairney nicht zum Verkauf steht. Nachdem er im Januar zwei Tore erzielen konnte, wurde der Februar wie in der Vorsaison zu Cairneys stärkstem Monat. Nach zwei Assists in Siegen gegen Burton Albion und Wigan Athletic, konnte er gegen Nottingham Forest selbst treffen. Am 22. Februar beim Auswärtssieg gegen Bristol City netzte er erneut und legte einen Treffer auf. Gegen Cardiff City gelangen ihm weitere zwei Vorlagen. Diese zwei Tore und fünf Vorlagen brachten ihm eine Nominierung zum Championship-Spieler des Monats Februar ein. In der restlichen Saison erzielte er weitere fünf Tore und assistierte bei einem weiteren. Fulham beendete die Saison auf Platz 6 und konnte sich dadurch für die Aufstiegsplayoffs qualifizieren. Im Hinspiel gegen den FC Reading erzielte Cairney den Ausgleich zum 1:1-Endstand. Das Rückspiel in Readings Madejski Stadium verlor man allerdings 1:0 und musste so die Aufstiegshoffnungen begraben. In dieser Saison traf er in 51 Einsätzen 13-mal und steuerte zwölf Vorlagen bei. Cairney wurde er diesmal zu Fulhams Spieler des Jahres gewählt. Er wurde auch als EFL Championship Spieler des Jahres nominiert und war Bestandteil des Team des Jahres, zusammen mit Teamkollege Ryan Sessegnon.
Zur Saison 2017/18 verlängerte Cairney seinen Vertrag bei Fulham bis 2021 und wurde zum neuen Kapitän bestimmt. Zu Beginn der Saison fehlte Cairney zuerst aufgrund einer in der Vorbereitung erlittenen Verletzung. Nach seiner Rückkehr machten ihn nach kurzer Zeit Knieprobleme zu schaffen. Sein erstes Saisontor erzielte er am 28. Oktober 2017 gegen die Bolton Wanderers. Im Wintertransferfenster lehnte Fulham Transferangebote für Cairney in Höhe von 17 und 20 Millionen Euro von West Ham United ab. Nach holprigen Saisonstart für Fulham, befanden sich die Cottagers sich am Ende der Hinrunde auf dem 12. Platz. Vom 23. Dezember 2017 bis zum 27. April 2018 verlor Fulham jedoch 23 Spiele in Folge nicht und hatte die Chance am letzten Spieltag am Zweitplatzierten Cardiff City vorbeizuziehen und den direkten Aufstieg in die Premier League zu schaffen. Da sie gegen Birmingham City 3:1 verloren, musste man erneut über die Playoffs versuchen den Aufstieg zu schaffen. Der Gegner im Halbfinale lautete Derby County. Das Hinspiel in Derbys Pride Park Stadium endete 1:0 für die Heimmannschaft. Das Rückspiel konnte Fulham jedoch 2:0 gewinnen und zog so ins Finale gegen Aston Villa ein. Im Finalspiel am 26. Mai 2018 erzielte Cairney im Wembley das Tor des Tages und bescherte den Cottagers nach vier Spielzeiten in der Championship die Rückkehr in die Premier League.
Am 5. Juli 2018 verlängerte Tom Cairney seinen Vertrag beim FC Fulham bis 2023.  Trotz enormer Investitionen führte er in der Comeback-Saison Fulhams in der Premier League seine Mannschaft als Kapitän auf den Platz. Beim 4:2-Heimsieg gegen den FC Burnley am dritten Spieltag, bei dem ihm eine Vorlage gelang, verletzte er sich am Knöchel und musste in der Schlussphase vom Platz. Diese Verletzung zwang ihn für einen Monat zum Zusehen. Nachdem er Ende September, bei der 0:3-Niederlage gegen den FC Everton, in deren heimischem Goodison Park, eingewechselt wurde, fiel er aufgrund derselben Verletzung für die nächsten zwei Spiele aus. Nach seiner Rückkehr am 27. Oktober bei der 0:3-Heimniederlage gegen den AFC Bournemouth, verpasste er nur noch zwei weitere Ligaspiele. Von dem schlechten Saisonstart mit fünf Punkten aus den ersten 12 Spielen konnte man sich im Verlauf der Spielzeit nicht erholen. Sein einziges Saisontor erzielte er am 13. April 2019 beim 2:0-Heimsieg gegen den FC Everton am 34. Spieltag. Dieser erste Ligasieg seit Januar hatte jedoch keine Auswirkungen auf die prekäre Lage in der Tabelle, da man bereits zuvor als Absteiger feststand. In der nächsten Saison 2019/20 führte er als Kapitän seine Mannschaft zum Wiederaufstieg und steuerte dazu in 42 Ligaeinsätzen acht Tore bei.

## Nationalmannschaft
Cairney konnte aufgrund seines schottischen Vaters auch für Schottland auflaufen, was er auch anstrebte. Im September 2009 wurde er zum ersten Mal für Schottlands U-19 nominiert. Er debütierte am 9. September bei der 1:3-Niederlage gegen Island. Für die U-19 absolvierte er zwei Einsätze. Sein Debüt die U-21 absolvierte er am 11. August 2010 gegen Schweden. Sein erstes Tor gelang ihm am 10. August 2011 beim 3:1-Sieg gegen Norwegen. Zwischen August 2010 und Februar 2012 bestritt er sechs Spiele für Schottlands U-21, in denen ihm ein Treffer gelang.
Für die A-Auswahl Schottlands debütierte Tom Cairney am 22. März 2017 gegen Kanada.

## Erfolge

### Verein
FC Fulham
- Aufstieg in die Premier League: 2017/18, 2019/20

Individuell
- Hull City Junger Spieler des Jahres: 2008/09
- Blackburn Rovers Spieler des Jahres: 2013/14
- FC Fulham Spieler der Saison: 2016/17
- PFA Team of the Year: 2016/17 Championship, 2017/18 Championship